# 澳門特別行政區政府組織架構
澳門特別行政區政府的行政部門除首長行政長官外，由第一層司長、第二層局、第三層廳、第四層處所組成，並可根據需要設立諮詢組織。另外，有部分機構直屬行政長官，如廉政公署、審計署、澳門海關等。

## 組織架構

### 主要官員
根據第2/1999號法律《政府組織綱要法》第四條規定，澳門特別行政區政府主要官員為各司司長、廉政專員、審計長、警察部門主要負責人和海關主要負責人：
| 司局級名稱 | 職稱     | 首長   | 前任職位                   |
| ---------- | -------- | ------ | -------------------------- |
| 行政法務司 | 司長     | 張永春 | （連任）                   |
| 經濟財政司 | 司長     | 戴建業 | 經濟及科技發展局局長       |
| 保安司     | 司長     | 黃少澤 | （連任）                   |
| 社會文化司 | 司長     | 柯嵐   | 市政署市政管理委員會副主席 |
| 運輸工務司 | 司長     | 譚偉文 | 環境保護局局長             |
| 廉政公署   | 廉政專員 | 歐陽湘 | 廉政公署助理專員           |
| 審計署     | 審計長   | 歐陽瑜 | 社會文化司司長             |
| 警察總局   | 局長     | 梁文昌 | （連任）                   |
| 海關       | 關長     | 何浩翰 | 博彩監察協調局局長         |

## 歷史
1999年，由當時七司「司法政務司」、「行政、教育暨青年事務政務司」、「經濟協調政務司」、「保安政務司」、「傳播、旅遊暨文化政務司」、「社會事務暨預算政務司」、「運輸暨工務政務司」分別統一為「行政法務司」、「經濟財政司」、「保安司」、「社會文化司」、「運輸工務司」共五司；另外有部門調整及改稱，如司法警察司改稱司法警察局，並隸屬保安司等；所有司（二級司）、局、廳、處，都分別改為局、廳、處；及取消了一些部門，如紀念葡萄牙發現事業澳門地區委員會等。

## 外部連結
- 澳門政府架構 （页面存档备份，存于）